# گریسن (اکلاهما)
گریسن(به انگلیسی: Grayson) شهری در ایالت اکلاهما کشور ایالات متحده آمریکا است که جمعیت آن در سرشماری سال ۲۰۱۰ میلادی، ۱۵۹ نفر بوده‌است.